# Història del Daguestan

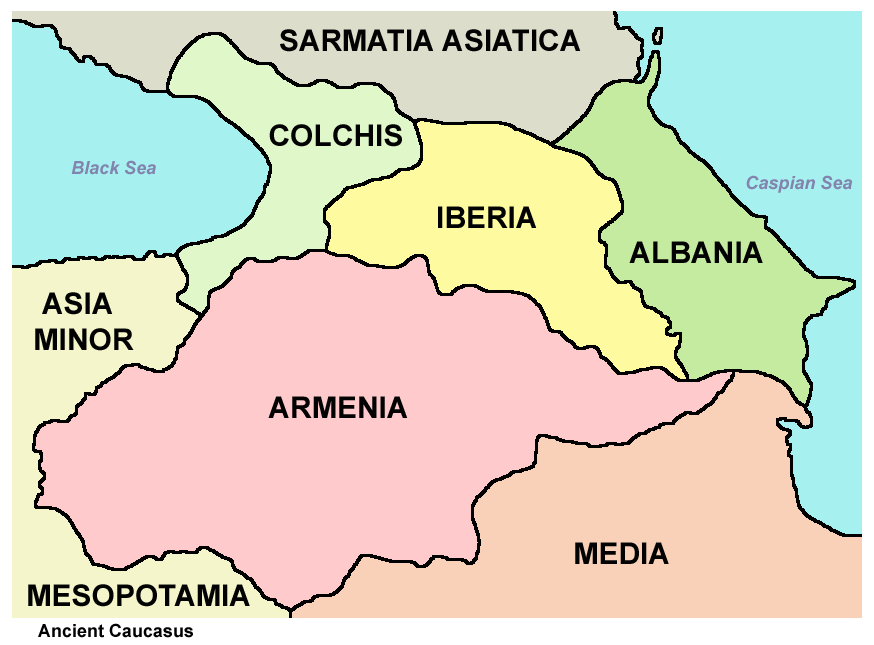
Pobles caucàsics en l'antiguitat

Daguestan (Daghistan o Daghestan) vol dir 'País de les muntanyes' (dagh, turc, per 'muntanya', i istan, persa, per 'terra') i fou conegut amb aquest nom a partir del segle xvi. En general el país estava dividit en tres parts: la cadena caucàsica, l'estepa de la mar Càspia al nord de Derbent, i l'estepa de la Càspia al sud de Derbent. La primera era seu de tribus independents i la segona generalment corresponia als regnes nòmades del sud de Rússia; la tercera estava sota els poders hegemònics del sud (Pèrsia, califat).

## Edat antiga
La regió al sud de Derbent fou part del Regne de l'Albània Caucàsica, després Aghuània. La influència romana hi fou temporal i la persa més duradora; alguns prínceps locals portaven títols perses (Tabarsaran Shah, Xirvanxah…). A Tabarsaran vivien els zirihkaran, que rebien el nom de la paraula persa zirih ('cuirassa'), reputats fabricants d'armes. La religió zoroàstrica va entrar sota el guiatge dels perses i el cristianisme s'hi va difondre a partir del segle IV o V.

## Edat mitjana
Sota el califa Hixam ibn Abd-al-Màlik (724-743) es va establir el domini àrab a Derbent, i fins i tot es van fer progressos als nord. Però després els khàzars van controlar la part nord; aquest poble va esdevenir jueu de religió vers el 800.
Al segle X hi regnava un emir àrab a Derbent que dominava la ciutat i els castells propers; un emir, fill d'una germana d'Abd al-Malik de Derbent, governava al Tabarsaran. Un reietó és esmentat a Khaydan, que seguia els preceptes de les religions musulmana, jueva i cristiana; més al nord regnava Barzban, rei dels gurdj i musulmà, i encara més al nord els ghumik, cristians; després d'aquest poble i seguint al nord hi vivien els zihihgaran o zirihgaran, amb presència de les tres religions; i finalment el país del Sarir (modern Avaristan), governat per un filanshah o kilanshah, amb pagans i cristians; aquest país feia frontera amb Samandar, on governava un príncep jueu parent del kan dels khàzars. A l'oest de Samandar hi havia la terra dels alans.
Els àrabs anomenaven els habitants de la part sud com a lazk (lesguians) i als muntanyesos com a tawli (del kúmic taw = 'muntanya'). Els khàzars foren eliminats el 965 pels russos i els alans cristians se'n van aprofitar de la situació.
En temps dels mongols els lazk vivien al nord de Derbent i més al nord els ancestres dels àvars i els alans; el domini mongol no estava ben establert encara a la meitat del segle xiii. Al segle xiv aquests territoris, fins i tot al sud de Derbent, pertanyien a l'Horda d'Or. Durant la campanya de Tamerlà s'esmenten els kaytak (a la vora de Derbent) i els kazi kumukh (després laks), que pertanyien al kan Toktamish; els kaytak no eren musulmans, sinó generalment cristians, però el seu príncep portava un nom musulmà; els kazi kumukh eren musulmans i el seu príncep duia el títol de shawkal (després shamkhal); al nord d'aquests vivien els ashkudja (moderns darguins), que no eren musulmans. Entre els kaytak i els kazi kumukh vivien els zirihgaran, destacats per fabricar armament.

## Edat moderna
L'islam s'hi va imposar al segle xvi; els otomans van penetrar al país (1461 a 1606) i els lesguians, kaytak i ashkudja foren islamitzats; els didos i andis van restar pagans; i els zirihgaran (kitbatxis) van restar principalment cristians fins al segle xviii. En aquesta època es van formar els diversos estats que subsistiren fins a època moderna. Un grup de jueus va restar al país (coneguts com a dagh kufut o jueus de la Muntanya). Així van sorgir el masum de Tabarsaran, els usmi dels Kaytak o el shamkhal dels Kazi-Kumukh.
El primer príncep dels Kaytak portà el nom d'Ahmad Khan (mort vers el 1587/1588); a la meitat del segle xvii una part del poble va emigrar al sud de Daguestan dirigits per Husayn Khan i van formar un principat a Saliyan i Kuba.
Els kazi Kumukh es van estendre cap al nord-est fins a la costa; al segle xvi els prínceps tenien seu a Buynak a l'hivern i a Kumukh a l'estiu. El shamkhal Coban va morir a Buynak el 1578 i els seus dominis es van repartir entre els seus fills; els que van restar a la muntanya es feren independents. A la mort del shamkhal Shurkay Mirza (1639/1640) el domini kazi kumukh es limitava a la zona de la costa i a Buinaksk.
El 1594 un destacament rus dirigit pel príncep Khworostinin, va conquerir temporalment Tarkhu o Buynak i fundà una fortalesa al riu Koy Su o Sulak, però després foren derrotats i expulsats pel fill del shamkhal; el russos Buturlin i Plescheev hi van tornar el 1604, sense èxit.
Al segle xvii es va produir un renaixement cultural amb presència de molts savis musulmans, renaixement que va seguir al segle xviii, i en destaquen les codificacions d'Umma Khan dels àvars i de Rustam Khan usmi dels Kaytak. En aquest temps Rússia, Pèrsia i l'Imperi Otomà es van disputar el domini del país i els prínceps locals s'aliaven amb alguna d'aquestes potències. El 1578 el príncep de Tabarsaran es va sotmetre a Turquia i el shamkhal dels Kazi Kumukh i l'usmi dels Kaytak ho havien fet ja abans, però el 1606 els perses van imposar-hi el seu domini; el shamkhal va restar fidel als turcs; el tractat de 1612 establia que els prínceps fidels als otomans no patirien cap represàlia persa; el 1638 l'usmi Rustan Khan abandona la fidelitat persa i torna a ser vassall de Turquia; en canvi, el shamkhal es va passar a Pèrsia i fou confirmat en la seva dignitat pel xa (també havia rebut la investidura del tsar).
En el regnat del xa safàvida Husayn, Culak Shurkay Khan, que havia fundat un nou principat en territori dels kazi kumukh, es va aliar a l'usmi i al cap religiós i popular Hadjdji Dawud al-Mudarri. Culak va conquerir Shamakhi (1712) i es va sotmetre al sultà otomà.
La mort de 300 comerciants russos a Shamakhi va portar-hi la intervenció russa. Rússia ocupà Derbent el 1722 i les províncies de la costa es van haver de sotmetre a Rússia poc després. Un tractat (1724) regulà la partició del país entre Turquia i Rússia. El 1718 el shamkhal Adil Giray va jurar fidelitat a Rússia. Els turcs enviaren els tàtars de Crimea a la zona, però foren rebutjats pels russos i Turquia va haver de renunciar a les seves pretensions; revoltat més tard, el shamkhal fou derrotat i deportat a Lapònia (1725) i el shamkhalat fou abolit.
Nadir Shah recuperà el país per als perses (tractat de 1732, que retornava a Pèrsia tots els territoris al sud del Kura i tractat del 1735, que retornava els territoris entre el Kura i el Sulak. El shamkhalat fou restaurat i nomenat príncep Khas Pilad Khan, fill d'Adil Giray. Però la població local es va oposar als perses i Nadir Shah només pogué dominar de manera efectiva la zona costera mentre la muntanya va restar independent; s'hi produïren fortes lluites el 1742 i 1744.
Mort Nadir Shah (1747) Pèrsia es va enfonsar. L'usmi Amir Hamza va arribar a atacar i saquejar Ardabil, i Rússia comença a ignorar el tractat de 1735 i hi retorna; el 1774 el rus Gmelin fou mort en territori de l'usmi dels Kaytak i Rússia va intervenir-hi enviant un destacament manat per Medem (1775), que devastà la regió. El 1784 el shamkhal Murtada Ali es va sotmetre a Rússia i el 1785 Rússia nomena un governador general del Caucas. Un moviment religiós dirigit per Shaykh Mansur i patrocinat per Turquia no va afectar gaire al país i els prínceps locals no li van donar suport.

## Edat contemporània

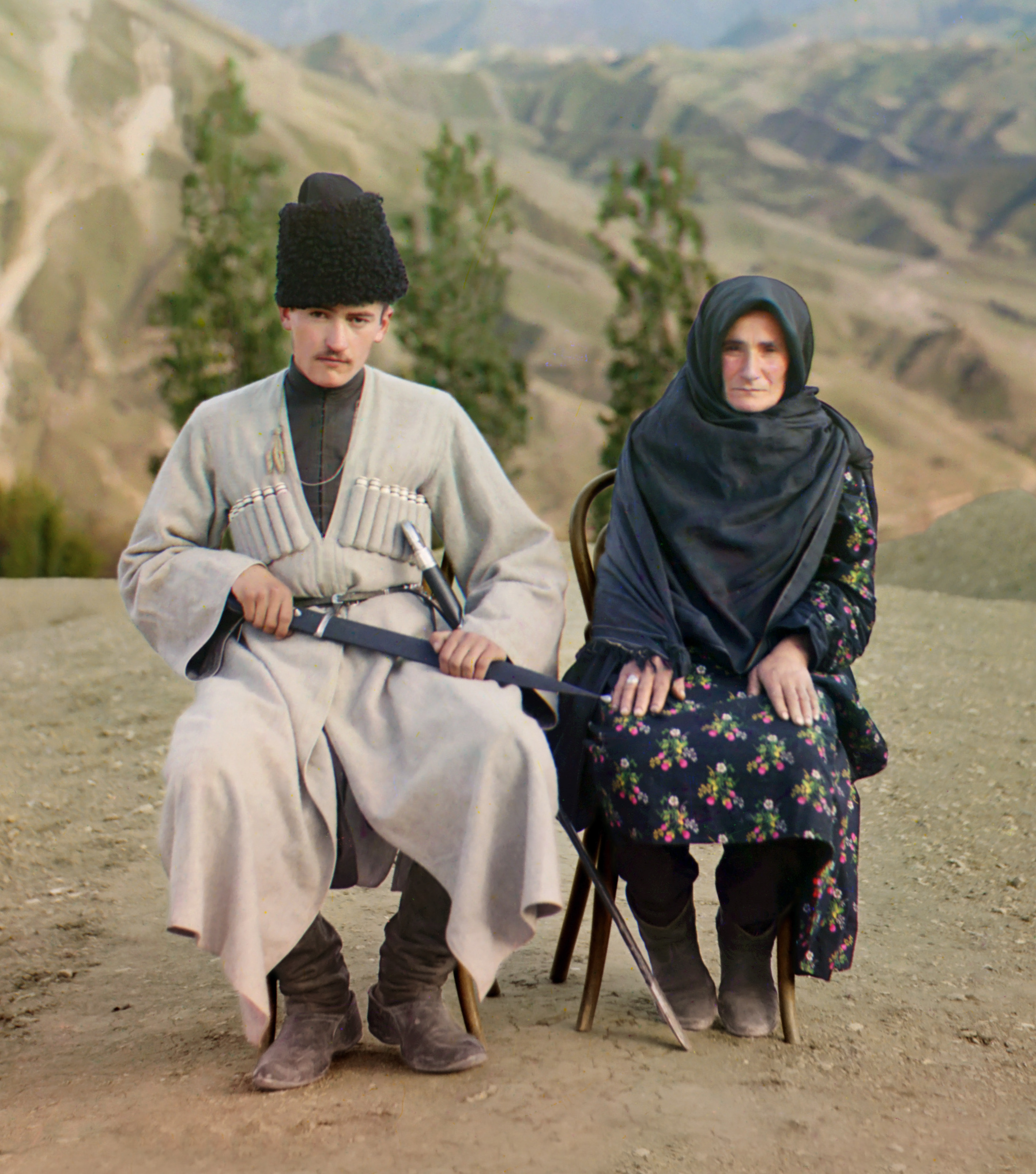
Home i dona del Daguestan a principis del

El 1796 Rússia i Pèrsia van començar la lluita pel país. Derbent fou ocupada pels russos, però després evacuada, i es reconquerí el 1806. El tractat de Gulistan del 1813 suposà la fi del domini persa.
Els prínceps locals es va oposar als russos. El 1818 tots els prínceps menys el shamkhal es van aliar contra Rússia. El governador Yermolov va poder sufocar la revolta i el títol d'usmi dels Kaytak fou abolit (1819); en seguí el mateix camí el de masum de Tabarsaran (1828). Després del 1830 els prínceps que subsistien van rebre agregats militars russos per aconsellar-los sobre els afers de govern. L'oposició popular era forta; el moviment religiós dels naqxbandiyya es va difondre pel país i el 1830 començà la revolta al país àvar tant contra el príncep local com contra els russos sota la direcció d'Hazi Muhammad (els russos l'anomenaren Kazi Mulla), fins que fou mort el 17 (29) d'octubre de 1832 a Gimri. Li va succeir Gamzat Beg, mort en lluita el 1834 prop de Khunzak; llavors va agafar-ne la direcció l'Imam Xamil, que dirigí la guerra durant 25 anys: en destaquen les seves victòries del 1843 i 1844 quan els russos van ser pràcticament expulsats; a partir de 1849 els russos recuperen el terreny i Xamil només va conservar la part occidental, on encara va resistir deu anys. Xamil es va rendir el 23 d'agost (6 de setembre) de 1859 al príncep Bariatinski, i en endavant els russos van dominar el país. Durant un temps foren restablerts els kans àvars, però el kanat fou abolit el 1862. Després van seguir altres principats locals; el xamkhalat fou abolit el 1865.
Una revolta va esclatar el 1877, durant la guerra contra Turquia, i els rebels van conquerir la fortalesa de Kumukh el 8 (20) de setembre de 1877; l'usmi de Kaitak va recuperar el seu país i el masum de Tabarsaran també. Però el 1878 la revolta fou reprimida.
Després de la revolució, el 3 d'abril de 1917 es va formar a Temir-Khan-Xurà (després Buinaksk) el Comissariat Especial del Daguestan, un poder local que reconeixia al govern provisional. Les assemblees autonomistes van dominar Daguestan des de l'estiu de 1917; ja des del maig de 1917 els autonomistes participaven en el govern muntanyès que havia format la República Autònoma dels Muntanyesos del Caucas. Aquesta república proclamà la independència el 17 de novembre de 1917. L'octubre es formà a Daguestan un govern regional provisional dirigit per Z. Temirkhanov. L'1 de desembre de 1917 el Daguestan muntanyós, sota un govern regional presidit fins al dia 13 per Mikhail Aleksandróvitx Karaulov (1878-1917) i després pel príncep kumyk Paixidkhan Kaplanov, i inspirat pel cap dels oligarques (autoproclamat imam del nord del Caucas), Najmutdin Gozinski o Gotzinski, es va unir a l'estat cosac del Terek, per formar la República del Terek-Daguestan, però el mateix desembre, a Petrovsk-Port (després Makhatxkalà) es va establir el poder dels bolxevics i s'hi creà un soviet dirigit per Ullubui Danialovitx Buinakski (1890-1919) i després (1918) per Djalaleddin Korkmasov. El 4 de març de 1918 Terek-Daguestan, amb el suport alemany, va declarar la independència.
El 25 de març de 1918 les forces contrarevolucionàries de Gotzinski, amb el suport d'alemanys i otomans, van ocupar Petrovsk-Port i els bolxevics van evacuar la zona cap a Astracan i Bakú.
El bolxevics van recuperar breument el poder del 19-20 d'abril a l'1 de maig, i hi retornaren llavors els autonomistes. L'11 de maig de 1918 el govern muntanyès que havia estat enderrocat es va reconstituir a Tbilisi sota Txermóiev, i va formar la República dels Pobles Muntanyesos del Caucas del Nord amb capital a Temir-Khan-Xurà, amb un govern liderat per Pxemakho Kotzev.
L'estiu del 1918 uns destacaments bolxevics de l'anomenada República Soviètica del Nord del Caucas expulsaren les autoritats lleials a la República dels Pobles Muntanyesos del Caucas del Nord i Daguestan en part d'aquest darrer territori, i ocuparen Derbent, Petrovsk-Port i Temir-Khan-Xurà. El Daguestan quedà dividit entre els bolxevics (dirigits per Georgi Bitxerakhov) i els nacionalistes lleials a la República dels Pobles Muntanyesos del Caucas del Nord i Daguestan; aquesta darrera caigué en bona part a mans de l'exèrcit rus blanc el 12 d'agost de 1918.
Els otomans, en el seu avançament, van entrar a l'Azerbaidjan el setembre de 1918, ocuparen Bakú i tot seguit van entrar al Daguestan, on foren rebuts com a alliberadors. El 6 d'octubre els turcs (uns quatre mil soldats) entraven a Derbent i el 23 d'octubre a Temir-Khan-Xurà. Un petit destacament britànic dirigit pel coronel Ronaldson fou enviat a la zona per combatre els turcs, però aquests signaren l'armistici (30 d'octubre) i se'n retiraren (novembre), i llavors el país va caure en part en mans de l'exèrcit blanc (desembre de 1918), que n'exercien el domini a la part principal el 1919, però aquest domini fou molt impopular.
En oposició als turcs i després als blancs, el setembre de 1919 es proclamà a Vedeno (Txetxènia) l'Emirat del Nord del Caucas, que incloïa les zones de Daguestan veïnes de Txetxènia, i s'enfrontà als blancs. L'emir Imam Uzur Hair Hadzi Khan (que tenia el suport dels caps tradicionals) va governar sobre Txetxènia, Ingúixia i part de Daguestan amb el príncep V. Dixninski-Arsanukaiev com a primer ministre, comandant en cap i ministre d'Afers exteriors i Gotzinski com a president regional a Vedeno. La bandera n'era verda amb la mitja lluna i tres estels blancs, segons V. Tzvetkov. Aquest govern tenia el suport de Geòrgia i l'Azerbaidjan i gaudia de la neutralitat dels bolxevics, ja que estava lluitant contra els blancs.
A la resta del territori els nacionalistes protegits pels blancs s'anomenaven República Democràtica del Daguestan (desembre de 1918) i van controlar-ne algunes zones fins al 30 de març de 1920, quan l'exèrcit roig ocupà Petrovsk-Port (Makhatxkalà). Llavors els bolxevics van oferir àmplia autonomia als txetxens, ingúixos i àvars i el 13 de novembre de 1920 s'organitzà la República Socialista Soviètica Autònoma de Daguestan, proclamada el 20 de gener de 1921. Algunes forces lleials al govern de l'imamat-emirat van resistir fins al maig de 1921. La bandera de la nova república fou vermella i havia de portar el nom daurat de la república o les inicials en deu llengües (rus, kúmic, andi, darguà, lesguià, nogai, tabasaran, tati, àvar i turc), però com que les inicials eren comunes sembla que fou el model amb una sola inscripció abreujada la que s'hi utilitzà.
Després de la caiguda de la Unió Soviètica es va erigir en una república constituent de Rússia (1991). Envaït per forces irregulars de la Txetxènia independent en suport de dues petites repúbliques islàmiques proclamades a Daguestan, els russos van contraatacar i n'expulsaren els txetxens (Segona Guerra de Txetxènia). Però això fou l'inici d'una guerra de guerrilles islàmiques que continua a dia d'avui (2009).